# Frank Prekwinkel
Frank Prekwinkel (* 1962 in Herford) ist ein deutscher Unternehmer und Forscher. Er ist Professor und Leiter des Labors für Bearbeitungstechnik an der HAWK Hildesheim. Seine Forschungsschwerpunkte liegen im Bereich der digitalen Produktionstechnik in der Holz- und Möbelbranche.

## Studium
Prekwinkel studierte von 1982 bis 1988 Maschinenbau an der Technische Universität Braunschweig. Dort wurde er 1988 wissenschaftlicher Mitarbeiter am Institut für Werkzeugmaschinen und Fertigungstechnik und war von 1989 bis 1992 Leiter der Abteilung Holz- und Verbundwerkstoffbearbeitung. Mit seiner Dissertation „Branchenspezifische Gestaltung von rechnergeführten Produktionssystemen am Beispiel der Holz- und Möbelindustrie“ bei Engelbert Westkämper wurde Prekwinkel 1992 zum Dr.-Ing. promoviert.

## Unternehmensgründungen

### imos AG
In 1993 gründete er ein Unternehmen als Spin-Off der Universität Braunschweig mit dem Ziel, seine Forschungsergebnisse in der Praxis einzuführen. Das Unternehmen ist heute als imos AG ein international agierendes Software-Unternehmen, das Kunden in über 90 Ländern betreut und für die führenden Unternehmen der Möbelbranche tätig ist. Im Wesentlichen werden Digitalisierungsprojekte auf Basis von Standard-Softwarekomponenten realisiert.
2002 erkannte Prekwinkel das Potenzial des Internet und gründete ein Unternehmen, das webbasierte Konfigurationssoftware für die Möbelbranche entwickelt. 

### iFurn GmbH
Gemeinsam mit seinem Geschäftspartner Winfried Dell wurde 2008 mit der iFurn GmbH ein Portal für die Möbelzulieferindustrie gegründet, welches die elektronischen Kataloge für Zulieferdaten zur Verfügung stellt.

### Homag eSolution GmbH
2010 wurde mit dem Holzbearbeitungsmaschinenhersteller Homag das gemeinsame Unternehmen Homag eSolution GmbH gegründet, das für Digitalisierungsprojekte für Kunden des Homag Konzerns zuständig war. Prekwinkel und Dell veräußerten ihre Anteile 2020 zurück an die Homag.

## Professur
1997 folgte Prekwinkel dem Ruf an die Hochschule für angewandte Wissenschaft und Kunst in Hildesheim. Als Professor an der Fakultät Bauen und Erhalten lehrt Prekwinkel in den Bereichen Maschinenelemente und Holzbearbeitungsmaschinen, Fertigungsplanung, CAM, Arbeitsvorbereitung und Kosten, CAD und CIM. Er betätigt sich in der Betreuung von Bachelor- und Master-Abschlussarbeiten. Prekwinkel ist Mitglied des Prüfungsausschusses sowie Mitglied der Evaluierungsgruppe.

## Schriften (Auswahl)
- Branchenspezifische Gestaltung von rechnergeführten Produktionssystemen am Beispiel der Holz- und Möbelindustrie. Dissertation Universität Braunschweig. Essen 1992, ISBN 3-8027-8610-6.
- mit E. Westkämper (Hrsg.): Konstruktive Maßnahmen zur Reduzierung der Staubemission an spanenden Holzbearbeitungsmaschinen. Essen 1991, ISBN 3-8027-8605-X.
- Rechnergeführte Produktionssysteme –  Mittel zur Produktivitätssteigerung und Durchlaufzeitverkürzung. In: E. Westkämper (Hrsg.): Neue Produktionskonzepte für die Holzindustrie heute und morgen, 8. Holztechnisches Kolloquium Braunschweig. Essen 1991, ISBN 3-8027-8604-1, S. 161–184.